# Onthophagus uluguru
Onthophagus uluguru là một loài bọ cánh cứng trong họ Bọ hung (Scarabaeidae).